# Wydział Inżynierii Środowiska i Geodezji Uniwersytetu Rolniczego im. Hugona Kołłątaja w Krakowie
Wydział Inżynierii Środowiska i Geodezji Uniwersytetu Rolniczego im. Hugona Kołłątaja w Krakowie – jeden z siedmiu wydziałów Uniwersytetu Rolniczego im. Hugona Kołłątaja w Krakowie.

## Kierunki kształcenia
Dostępne kierunki:
- Architektura krajobrazu (studia I i II stopnia)
- Geodezja i kartografia (studia I i II stopnia)
- Gospodarka przestrzenna (studia I i II stopnia)
- Inżynieria i gospodarka wodna (studia I i II stopnia)
- Inżynieria środowiska (studia I i II stopnia)
- Budownictwo (studia I stopnia)
- Geoinformatyka (studia I stopnia)

## Poczet dziekanów
1. prof. dr inż. Franciszek Hendzel (1955–1958)
2. prof. dr hab. inż. Marian Czerwiński (1958–1963)
3. dr hab. inż. Piotr Prochal (1963–1969)
4. dr inż. Bolesław Król (1969–1972)
5. prof. dr hab. inż. Piotr Prochal (1972–1975)
6. prof. dr hab. inż. Władysław Bala (1975–1977)
7. dr hab. inż. Hanna Gładki (1977–1981)
8. dr hab. inż. Nikodem Nowakowski (1981–1984)
9. prof. dr hab. inż. Stanisław Polak (1984–1987)
10. prof. dr hab. inż. Piotr Prochal (1987–1990)
11. prof. dr hab. inż. Nikodem Nowakowski (1990–1993)
12. prof. dr hab. inż. Włodzimierz Rajda (1993–1999)
13. prof. dr hab. inż. Zenon Pijanowski (1999–2005)
14. prof. dr hab. inż. Jan Pawełek (2005–2012)
15. prof. dr hab. inż. Krzysztof Ostrowski (2012–2016)
16. prof. dr hab. inż. Krzysztof Gawroński (2016–2020)
17. dr hab. inż. Leszek Książek (od 2020)

## Władze Wydziału
W kadencji 2020–2024:
| Stanowisko                                                                                                  | Imię i nazwisko             |
| --- | --------------------------- |
| Dziekan | dr hab. inż. Leszek Książek |
| Prodziekan ds. Kierunków: Inżynieria środowiska, Inżynieria i gospodarka wodna oraz Architektura krajobrazu | dr hab. inż. Tomasz Bergel  |
| Prodziekan ds. Kierunków: Geodezja i kartografia oraz Gospodarka przestrzenna                               | dr hab. inż. Tomasz Salata  |

## Struktura organizacyjna
| Katedra                                                    | Kierownik                                  |
| ---------------------------------------------------------- | ------------------------------------------ |
| Katedra Budownictwa Wiejskiego                             | dr hab. inż. Grzegorz Nawalany             |
| Katedra Ekologii, Klimatologii i Ochrony Powietrza         | dr hab. inż. Agnieszka Ziernicka-Wojtaszek |
| Katedra Geodezji                                           | dr hab. inż. Marek Ślusarski               |
| Katedra Geodezji Rolnej, Katastru i Fotogrametrii          | dr hab. inż. Jarosław Janus                |
| Katedra Gospodarki Przestrzennej i Architektury Krajobrazu | prof. dr hab. inż. Józef Hernik            |
| Katedra Inżynierii Sanitarnej i Gospodarki Wodnej          | dr hab. inż. Tomasz Bergel                 |
| Katedra Inżynierii Wodnej i Geotechniki                    | dr hab. inż. Andrzej Gruchot               |
| Katedra Melioracji i Kształtowania Środowiska              | dr hab. inż. Tomasz Kowalik                |
| Katedra Zastosowań Matematyki                              | prof. dr hab. Marek Ptak                   |